# Drepanosticta conica
Drepanosticta conica là loài chuồn chuồn trong họ Platystictidae. Loài này được Martin mô tả khoa học đầu tiên năm 1909.